# Strata Records
Strata Records war ein US-amerikanisches Independent-Label aus Detroit, das in der ersten Hälfte der 1970er-Jahre bestand.

## Geschichte des Labels
Das Label Strata Records veröffentlichte zwischen 1969 und 1975 sechs LPs aus dem Bereich der Jazz-, Funk- und Soulmusik Detroits. Die Idee zu den unabhängigen Plattenlabel entstand nach den Rassenunruhen von 1967 und dem Attentat auf Martin Luther King; weiterem Einfluss hatten die Proteste gegen den Vietnamkrieg und die Bürgerrechtsbewegung in den USA. Gegründet wurde Strata 1969 von den Trompeter Charles Moore und dem Pianisten Kenny Cox, der zuvor zwei Alben bei Blue Note Records mit seinem Contemporary Jazz Quintet (CJQ) veröffentlicht hatte. Strata fungierte zunächst als eine gemeinnützige Organisation, die anfangs Essensprogramme und Jazzveranstaltungen auf lokaler Ebene aufbaute. Nachdem Cox das Label zunächst von seinem Wohnzimmer in der Michigan Avenue aus betrieben hatte, fand er Räume in einem Studio in der Selden Avenue, wo es Anfang der 1970er-Jahre zu einem Begegnungszentrum, der Strata Concert Gallery wurde. Dort traten u. a. Charles Mingus, Ornette Coleman, Elvin Jones und Herbie Hancock auf. Zu den maßgeblichen Unterstützern des Strata-Labels gehörte John Lennon; der Kontakt kam über den Dichter John Sinclair zu Stande, der in dieser Zeit Manager der Detroiter Rockbands The Stooges und MC5 war. Nach Lennons Unterstützung für den inhaftierten Sinclair mittels des Protestsongs John Sinclair (enthalten auf Lennons LP Some Time in New York City, 1972) unterstützte er das Strata-Projekt durch die Finanzierung eines tragbaren Aufnahmestudios und einer Hammond B3 Orgel.
Aus dem im Strata-Studio aufgenommenen Material von über 30 Masterbändern entstanden insgesamt bis 1975 sechs LP-Produktionen, darunter das Album Time (1975) des Marvin-Gaye-Saxophonisten Larry Nozero, das den Einfluss von Motown auf Strata zeigt; viele der Strata-Musiker arbeiteten bis 1972 als Studiomusiker für das Hit-Label von Berry Gordy. Letztes Album von Strata war Saturday Night Special der Lyman Woodard Organization.
Für Kenny Cox stand Strata in einer Traditionslinie mit dem befreundeten Detroiter Musikerkollektiv Tribe, der Black Artists Group in St. Louis und der Association for the Advancement of Creative Musicians (AACM) in Chicago; künstlerische Unabhängigkeit als   politisches Statement hatte Vorrang vor finanziellen Überlegungen, um mit traditionellen Strukturen der Musikindustrie und -Vermarktung zu brechen. Das Cover-Artwork lieferten die Michiganer Künstler Herb Boyd und John Sinclair, dessen Merkmal die raue Schwarzweiß-Ästhetik war.
Das Label hatte Einfluss auf die weitere Gründung eines Independent-Labels im Jazz, Strata-East Records in New York City. Der Katalog ist gegenwärtig im Besitz von Amir Abdullah, der die historischen Strata-Alben und bislang unveröffentlichtes Material auf seinem Label 180 Proof herausgibt. Aus dem Nachlass des Labels wurde auf 180 Proof u. a. Kenny Cox’ Album Clap Clap: The Joyful Noise! von 1975 herausgebracht.

## Diskographie
- SRI-101-74 – The Contemporary Jazz Quintet – Location (1973)
- SRI-102-74 – Bert Myrick- Live'n Well (1974), mit Kenny Cox, George Bohanon
- SRI-103-74 – Sphere – Inside Ourselves (1974), mit Ed Nuccilli, Larry Nozero
- SRI-104-74 – Maulawi – Maulawi (1974), u. a. mit Rufus Reid, Maulawi Nururdin, Adam Rudolph, Edwin Williams
- SRI-105-75 – The Lyman Woodard Organization – Saturday Night Special (1975)
- SRI-106-75 – Kenny Cox  – Clap Clap (The Joyful Noise)
- SRI-107-75 – Contemporary Jazz Quintet – The Black Hole
- SRI-108-75 – Ron English- Fish Feet
- SRI-109-75 – Larry Nozero Featuring Dennis Tini – Time